# Western University (Kansas)
Pour les articles homonymes, voir Western University.
La Western University est une ancienne université traditionnellement noire (Historically black colleges and universities ou HBCU) située dans l'État du Kansas aux États-Unis. Elle connaît des difficultés financières pendant la Grande Dépression et finit par fermer en 1943.

## Source
- (en) Cet article est partiellement ou en totalité issu de l’article de Wikipédia en anglais intitulé « Western University (Kansas) » (voir la liste des auteurs).